# Barranc del Camp
El barranc del Camp és un barranc del Baix Ebre, que neix al vessant sud-est de la Moleta del Camp i desemboca al barranc del Salt.